# Freedom Bowl
Le Freedom Bowl était un match de football américain universitaire se tenant à Los Angeles fin décembre de 1984 à 1994 au Angel Stadium of Anaheim. 

## Palmarès
| Date             | Vainqueur      | Vainqueur | Finaliste       | Finaliste |
| ---------------- | -------------- | --------- | --------------- | --------- |
| 26 décembre 1984 | Iowa           | 55        | Texas           | 17        |
| 30 décembre 1985 | Washington     | 20        | Colorado        | 17        |
| 30 décembre 1986 | UCLA           | 31        | BYU             | 10        |
| 30 décembre 1987 | Arizona State  | 33        | Air Force       | 28        |
| 29 décembre 1988 | BYU            | 20        | Colorado        | 17        |
| 30 décembre 1989 | Washington     | 34        | Florida         | 7         |
| 29 décembre 1990 | Colorado State | 32        | Oregon          | 31        |
| 30 décembre 1991 | Tulsa          | 28        | San Diego State | 17        |
| 29 décembre 1992 | Fresno State   | 24        | USC             | 7         |
| 30 décembre 1993 | USC            | 28        | Utah            | 21        |
| 27 décembre 1994 | Utah           | 16        | Arizona         | 13        |